# 737年
| 千纪： | 1千纪                                                                                           |
| 世纪： | 7世纪 \| 8世纪 \| 9世纪                                                                         |
| 年代： | 700年代 \| 710年代 \| 720年代 \| 730年代 \| 740年代 \| 750年代 \| 760年代                       |
| 年份： | 732年 \| 733年 \| 734年 \| 735年 \| 736年 \| 737年 \| 738年 \| 739年 \| 740年 \| 741年 \| 742年 |
| 纪年： | 丁丑年（牛年）；唐（新罗）开元二十五年；日本天平九年；渤海国仁安十八年                          |

## 大事记
- 唐玄宗寵妃武惠妃以宮禁有盜賊召喚太子李瑛、鄂王李瑤、光王李琚三兄弟與薛銹披甲入宮，誣以三兄弟兵變而賜死。
- 河西節度使崔希逸在青海湖西擊敗吐蕃，結束了持續八年的和平。
- 唐朝為減輕與吐蕃接壤的邊患，協助蒙舍詔兼併各詔。

## 出生
- 桓武天皇，日本第50代天皇

## 逝世
- 宋璟，唐玄宗开元初期的著名宰相。
- 李瑛，唐玄宗李隆基第二子，廢太子。
- 李瑤，唐玄宗李隆基第五子，封鄂王。
- 李琚，唐玄宗李隆基第八子，封光王。
- 大武藝，渤海國君主。
- 藤原武智麻呂，藤原南家開祖。
- 藤原房前，藤原北家開祖
- 藤原宇合，藤原式家開祖
- 藤原麻呂，藤原京家開祖